# Moxie Marlinspike

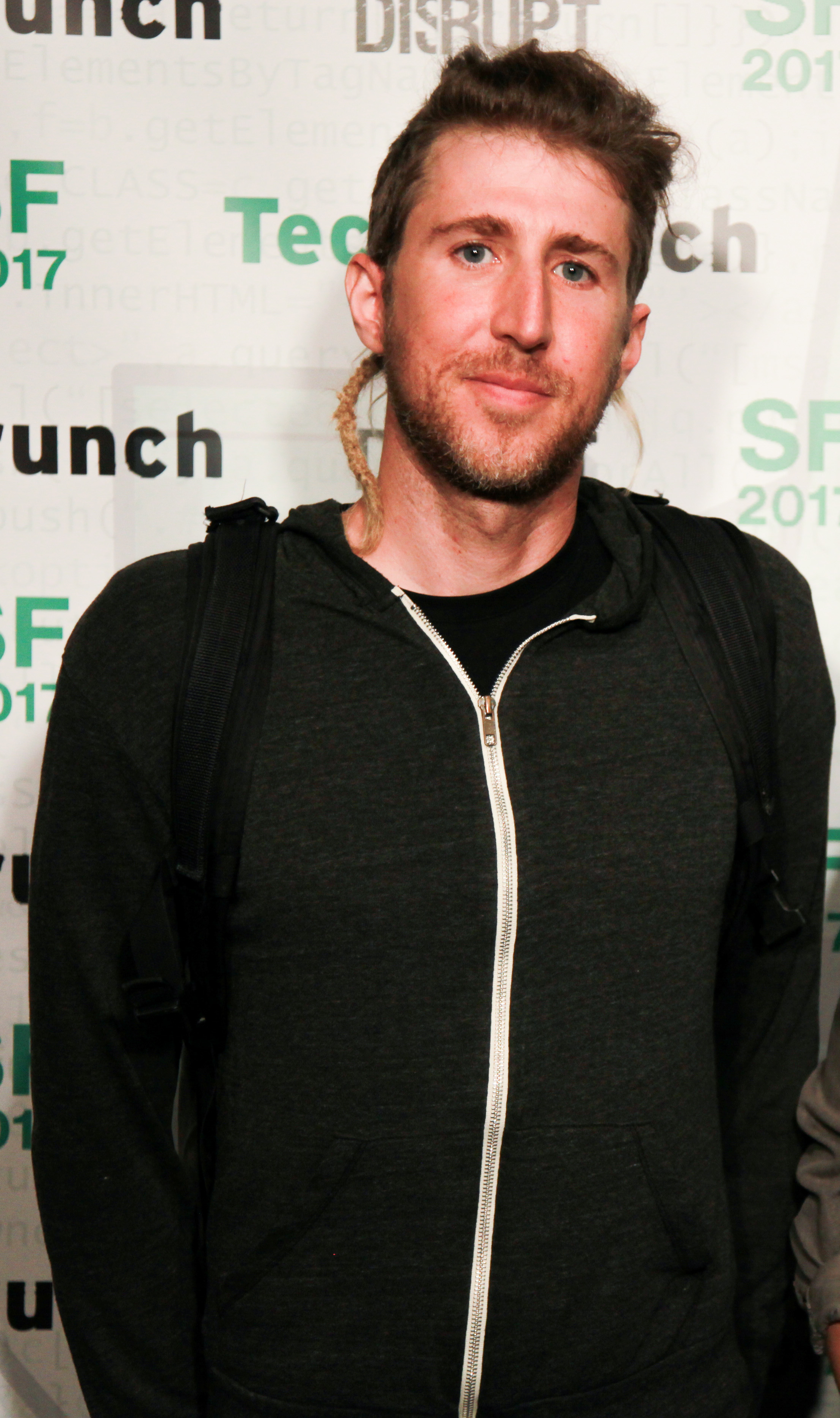
Moxie Marlinspike (September 2017)

Matthew Rosenfield, bekannt als Moxie Marlinspike, ist ein US-amerikanischer Unternehmer, Kryptograph und Informationssicherheits-Experte. Marlinspike ist der Gründer des freien Messengers Signal. Er ist außerdem einer der beiden Entwickler des Signal-Protokolls, das von Signal, WhatsApp, Facebook Messenger und Skype zur Verschlüsselung verwendet wird.
Bevor er Signal gründete, war Marlinspike IT-Sicherheitschef bei Twitter. Neben seiner Arbeit am Signal-Protokoll hat er auch zu zahlreichen anderen Fragen der IT-Sicherheit geforscht.
2018 gründete er gemeinsam mit WhatsApp-Mitgründer Brian Acton die Stiftung Signal Foundation, um die nicht-kommerzielle Weiterentwicklung von Signal sicherzustellen.
Am 10. Januar 2022 gab er in seinem Blog bekannt, dass er sich von seinem Job als CEO zurückzieht und Acton kommissarisch die Leitung übernehmen wird, bis ein neuer Vorstandschef gefunden ist. Dem Aufsichtsrat der Signal Foundation wird er weiterhin angehören.